# Anton Loibl GmbH
Anton Loibl GmbH était une société appartenant à la SS, source de financement de la branche de recherche Ahnenerbe et du programme eugénique de Lebensborn. Il a été créé pour commercialiser un dispositif rétroréfléchissant inventé par Anton Loibl, chauffeur d'Hitler.
Anton Loibl, ancien chauffeur de longue date d'Hitler et SS-Hauptsturmführer décoré (Ernst Röhm avait obtenu le poste de chauffeur pour lui au début des années 1920 et avait passé un temps en prison après avoir participé au Putsch de la Brasserie en 1923), était un inventeur à temps partiel. Tout en travaillant comme machiniste et instructeur de conduite, il a inventé un réflecteur pour pédales de bicyclette incorporant des copeaux de verre,. Heinrich Himmler, qui connaissait Loibl, s’était assuré que le brevet lui était attribué de préférence à un déposant antérieur. La société a été créée en septembre 1936 à Berlin par le bureau personnel de Himmler afin de le commercialiser. En sa qualité de chef de la police du Reich, Himmler a ajouté au code de la route, le 13 novembre 1937, une exigence imposant à tous les vélos récemment fabriqués de les incorporer. Les fabricants de bicyclettes ont dû payer une licence, qui s’élevait à 600 000 reichsmarks en 1939.
Au départ, Loibl était co-directeur et copropriétaire de la société et touchait 50% des revenus, soit environ 500 000 reichsmarks au total. Cela lui a été retiré pour incompétence à la fin de 1939 ou au début de 1940, (un rapport interne datant de juin 1939 signalait l’utilisation de son pouvoir par Himmler au profit de la société et critiquait le fait que Loibl en profite personnellement). En outre, Himmler a ordonné à la société de verser des sommes importantes (290 000 reichsmarks par an) à l'Ahnenerbe et au Lebensborn ; leur financement avait été le principal objectif de sa création. L'Ahnenerbe connaissait depuis plusieurs années des problèmes de financement chroniques et, en 1937, le Reichsnährstand avait réduit son financement et Himmler avait alors créé une fondation pour y acheminer des fonds, notamment de la part de la société Loibl. La part de l'Ahnenerbe dans les fonds de la société Loibl était de 77 740 reichsmarks en 1938 ; à partir de 1939, le Lebensborn recevait entre 100 000 et 150 000 reichsmarks par an. Lors des procès de Nuremberg, il a été prouvé que la société Loibl « continuait à gagner des fonds considérables pour l'institut de recherches Ahnenerbe. »
Affrété à développer des « articles techniques de toutes sortes »,, l'entreprise plus tard diversifiée a également vendu de nombreux autres produits, notamment des lampes torches.
À la fin des années 1930, lorsque l'Allemagne avait atteint le plein emploi, les entreprises SS utilisaient des travailleurs forcés, notamment dans les camps de concentration. En janvier 1938, Loibl fit visiter un laboratoire d’essais pour moteurs d’avion à Dachau.
En décembre 1963, les réflecteurs étaient toujours obligatoires sur les bicyclettes allemandes.